# هوگو ۲۱۰۶
سیارک ۲۱۰۶ (به انگلیسی: 2106 Hugo، نامگذاری:1936UF) دو هزار و صد و ششمین سیارک کشف شده‌است که در ۲۱ اکتبر ۱۹۳۶ و در نیس کشف شد.
قدر مطلق سیارک برابر ۱۱٫۷۰ است.